# Jack and Jill (danse)
Pour les articles homonymes, voir Jack and Jill.

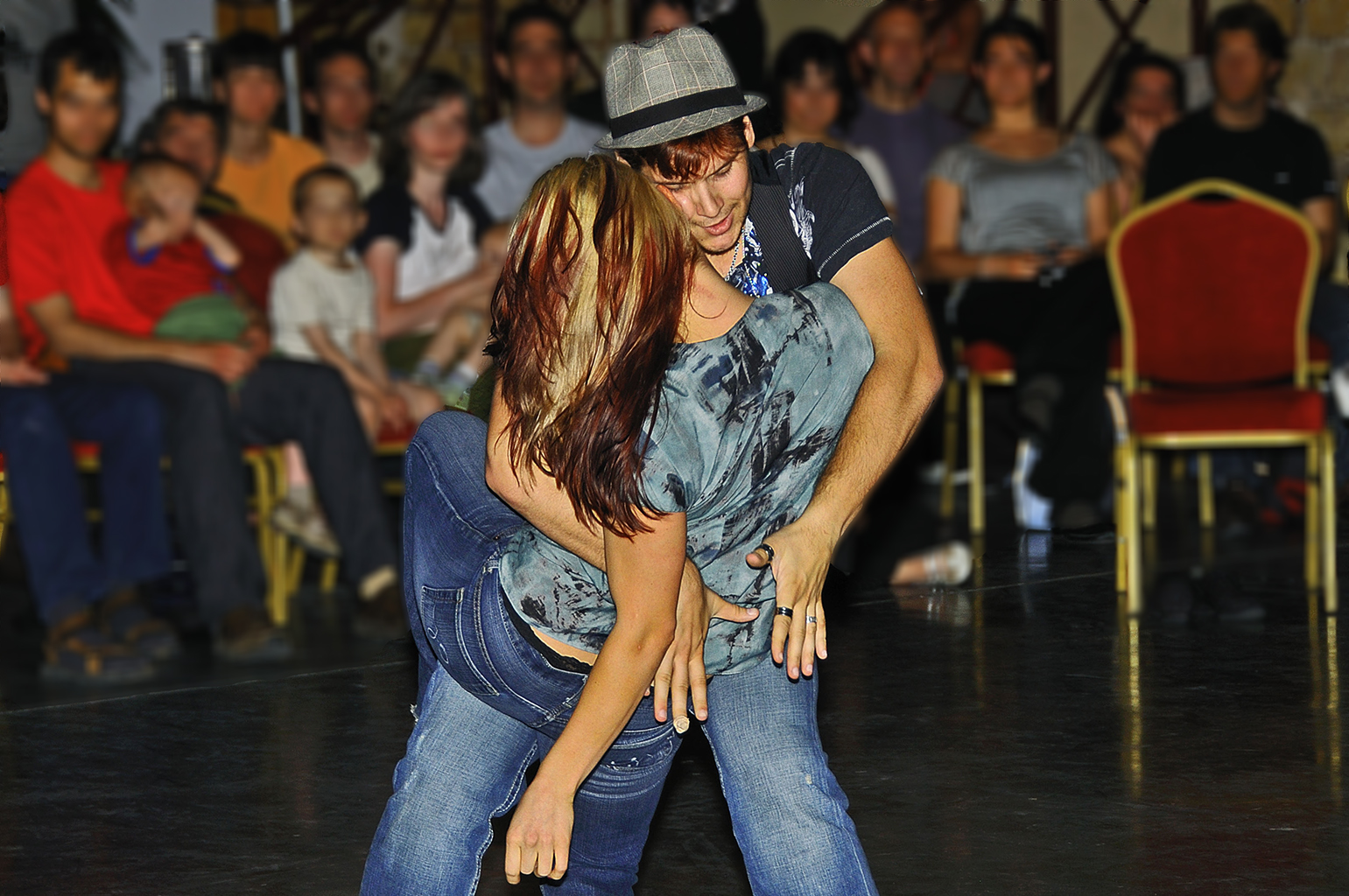
Maxence Martin & Tatiana Mollmann dans un Jack and Jill à paris (French Open)

Jack and Jill (ou Jack'n'Jill) est une compétition de danse de couple où les leaders (Jack) tirent au sort leurs partenaires (Jill), et dansent tout de suite après sur une musique qu'ils ne connaissent pas. Ce format a été à l'origine créé par Jack Carey (en) dans les années 1950 pour encourager les danseurs à faire des compétitions. Ce format met spécialement en valeur les capacités de guidage/suivi, d'écoute musicale et d'improvisation des danseurs. Les danseurs sont jugés individuellement durant les tours préliminaires et en couple pour la finale. L'ambiance de ces compétitions est en général décontractée et peut être sujette à des adaptations :
- Adaptation sur le style de compétition :
  - Jill'n'Jack : la danseuse devient le leader et le cavalier suit
  - Jill'n'Jill : deux danseuses ensemble
  - Jack'n'Jack : deux danseurs ensemble
  - Pat'n'Chris : pas de spécification sur le type d'association...
- Adaptation sur le format de la Finale :
  - All skate (tous les finalistes dansent ensemble)
  - Jam (les danseurs dansent à tour de rôle quelques instants sur une même musique)
  - Spotlight les couples de danseurs dansent en solo sur une ou 2 musiques imposées de style différent. Style que les danseurs sont parfois invités à choisir.
- Adaptations ludiques : utilisations de gadgets, d'objets, thème (par exemple Halloween), etc.

Les Jack'n'Jill concernent toutes les danses de couple à l'exclusion de la danse sportive. Ils sont particulièrement populaires en Lindy-Hop, West Coast Swing, Zouk Brésilien et Salsa.

## Déroulement
Ce paragraphe ne doit pas être considéré comme un cadre fixe, mais plus comme un guide. Chaque organisateur d'événement peut adapter le Jack'n'Jill en fonction de ses désirs, tant que l'esprit est respecté (notamment le tirage au sort des partenaires et la découverte de la musique au dernier moment.

### Avant la compétition
Trois étapes sont nécessaires avant de démarrer la compétition.

#### Inscription
La première étape est l'inscription. Les danseurs et danseuses s'inscrivent séparément. Ils obtiennent dossard numéroté (en général un numéro impair pour les cavaliers et un numéro pair pour les cavalières).

#### Rappel des règles
Souvent négligée, la seconde étape est un briefing des danseurs sur le concept du Jack'n'Jill, en général effectuée par le chef Juge :
- Le but premier n'est pas de gagner mais de s'amuser. Donc Ca ne sert à rien de stresser
- L'aléa du format de la compétition fait qu'un danseur peut faire un "mauvais résultat" sans qu'il reflète forcément le niveau du danseur :
  - En prélims, les juges ont moins de 10 secondes par couple pour juger.
  - En finale c'est le couple qui est jugé.
  - certains "moins bon danseurs" peuvent être avantagés pour les mêmes raisons.
- Lorsqu'on rencontre son/sa partenaire, il faut le rassurer et le mettre à l'aise (en général, les danseurs s'embrassent chaleureusement).
- Le chef Juge rappelle ce qu'il attend du jack'n'Jill, avec notamment les points techniques qui seront regardés. Une des règles les plus courantes est celle du TTT :
  - Timing : Les pas sont en rythme (en général, faire un contretemps est fatal)
  - Technique : Qualité du guidage et propreté de la danse
  - Team-work : Capacité des danseurs à se comprendre et à s'amuser

Les danseurs se voient aussi rappeler quelques principes de base que l'on retrouve dans la plupart des compétitions de danse :
- Lorsque les danseurs sont en couple et ne dansent pas, les cavaliers doivent inviter leur partenaire à leur bras droit (galanterie et bienséance).
- Les cavaliers doivent accrocher leur dossard sur le bas du pantalon ou dans le haut du dos en fonction de la danse. (en général, les dossards sont fixés par des petites épingles à nourrice)
- Les cavalières doivent accrocher leur dossard au niveau de leurs fesses (la seule partie de leur corps généralement bien recouverte de tissu, visible et rarement au contact des mains de leur partenaire)
- Enfin l'organisateur de l'événement peut rajouter des spécificités pour pimenter la compétition (thème, accessoires, déguisement) lorsque celle-ci n'est pas officielle.
- Les tenues élégantes sont encouragées (les chaussures non adaptées, jeans, etc. sont à éviter voire proscrits).

#### La préparation
Si les deux premières étapes sont généralement effectuées bien avant la séance, la troisième est la préparation des danseurs. 
Une feuille de jugement est remis aux juges et les danseurs sont appelés à venir se préparer (et auparavant à mettre leur dossard). Ils gagnent en général une salle attenante à la salle où se déroulera la compétition. Cette dernière sera en général utilisée pour des danses sociales afin d'occuper et divertir le public.
Les danseurs sont invités à se ranger par ordre de dossard croissant avec face à eux leur partenaire. Les juges notent ensuite les éléments visuels des danseurs sur leur feuille pour les retrouver plus facilement lors de la compétition. Ce système permet aussi de vérifier qu'il n'y a pas de retardataires. Cette étape prend en général 15 minutes.

### Tours Préliminaires
S'il y a plus de 10 couples de danseurs, un tour préliminaire est organisé. Les danseurs sont jugés individuellement. Si les juges sont assez nombreux, les filles sont jugées par les filles, idem pour les garçons.
Les danseurs sociaux sont invités à s'asseoir pour regarder la compétition et encourager leurs amis. Les compétiteurs entrent donc sur la piste de danse, les cavalières au bras droit de leur cavalier. Ils s'alignent en fond de piste. s'il y a plus de cavaliers/cavalières, 2 options se présentent :
- S'il y a 2 tours préliminaires, des danseurs du premier tour sont rappelés pour compléter la parité,
- S'il n'y a qu'un seul tour préliminaire, les danseurs en sous-nombre sont inviter à se décaler afin que les danseurs en surnombre soient répartis.

Les juges se présentent debout, au milieu de la piste de danse (entre les danseurs et le public), en cercle et regardent vers l'extérieur. Le maître de cérémonie, invite les danseurs à "fermer le cercle", en se plaçant autour des juges. Un numéro est choisi au hasard et les danseuses (ou les danseurs si en sous-nombre) sont invitées à se déplacer dans le sans du bal d'autant de partenaires qu'indiqué. Une danseuse est en général escortée par le MC pour initier le mouvement.
Le Dj lance la première musique.
À la fin de la première musique, les danseurs sont invités à tourner d'1/4 de tour (toujours en couple) autour de la piste, dans le sens du bal. Ceci permet aux spectateurs de voir des danseurs différents à chaque musique. Un numéro est choisi au hasard pour décaler les danseuses. Les compétiteurs dansent en général sur 3 musiques différentes avec 3 partenaires différentes. Le processus peut être réitéré une ou deux fois de plus, si les juges n'ont pas fait leurs choix.
À la fin des musiques, les compétiteurs sont invités à présenter leurs dossards aux juges (cavalière au bras droit du cavalier).

### Finale
La finale peut se dérouler selon 3 formats différents. Le point commun est que :
- les danseurs tirent au sort leur danseuse juste avant de danser,
- ils ne connaissent pas la musique à l'avance,
- Le couple est jugé (et non plus le danseur individuel),
- Les filles n'ont plus besoin de dossard.

#### All Skate
Tous les danseurs tirent au sort leur partenaire. Ils vont ensuite se répartir sur la piste de danse et danser tous ensemble (all skate). Les danseurs dansent en général sur 3 musiques différentes et à trois endroits différents de la piste (pour que le public voie un maximum de danseurs).

#### Jam
Le format "Jam" est un peu plus spectaculaire. Tous les danseurs tirent au sort leur partenaire et restent alignés en fond de piste. Lorsque la musique démarre, le MC les invite tour après tour à danser seuls sur la piste pour 2 séquences musicales le plus souvent (une séquence égale 4 ou 6 phrases de 8 temps, soit un couplet ou un refrain en général). 
Lorsque tous les danseurs sont passés, ces derniers sont en général invités à faire un all-skate pour aider les professeurs dans leurs jugements.

#### SpotLight
C'est le format roi des finales en Jack'n'Jill. Les danseurs sont tous assis en fond de piste sur des chaises. D'un côté les cavaliers, de l'autre les cavalières. Chaque cavalier va alors piocher dans une urne le numéro de sa partenaire. Le couple ainsi formé se retrouve au milieu de la piste le temps d'une musique (en général).
Ce format peut connaître certaines adaptations en fonction des événements :
- Les danseurs choisissent les musiques avant la finale et les tirent au sort (ils dansent en général sur la musique favorite d'un autre couple).
- le couple choisit entre des styles de musiques différents (blues/contemporain, lent/rapide).
- Sur les danses pouvant se danser sur des styles de musiques différents ou tempos très différents (Boogie-Woogie, West Coast Swing...), ils peuvent être amenés à danser sur 2 musiques. Ces dernières peuvent être parfois liées, par exemple : une musique acoustique enchaînée avec sa version "contemporaine".
- Les musiques peuvent être thématiques (routines célèbres, dessins animés, etc.)

## Jugement
Le Jack'n'Jill peut être organisé pour le fun ou en classement officiel (via une fédération de danse) et doit respecter des règles établies soit par la fédération et/ou par l'organisateur de l'événement (qui va donner plus d'importance au fun, ou à la technique ou au partnership, etc.)
La méthode du Jack'n'Jill voit généralement 2 jugements différents :
- Pour les phases préliminaires, les juges notent les individualités avec une note entre 1 et 3 :
  - 1 : Qualifié
  - 2 : Indécis
  - 3 : Éliminé
- Pour les finales, les juges donnent directement leur classement (sans note relative). Le classement final est ensuite calculés selon des règles prédéfinies.

### Le "Cut"
En général le nombre de couples admis en finale est défini à titre indicatif. Il incombe au chef-juge de faire le choix entre le dernier qualifié et le premier recalé, en prenant en compte la cassure naturelle de niveau. Cela permet d'avoir une finale homogène, et d'éviter que le premier recalé soit en fait plus proche du niveau des finalistes que des recalés suivants.
En général, les premiers recalés sont qualifiés d'"Alternates" et sont rappelés s'il manque un finaliste.